# Тонеж
Тонеж (бел. Тонеж) — агрогородок в составе Тонежского сельсовета Лельчицкого района Гомельской области Белауси. Административный центр Тонежского сельсовета.
Около агрогородка находится месторождение торфа «Лески» (1 млн м3). На западе урочище Дьякова Нива, на северо-западе урочище Лески.

## География

### Расположение
В 53 км на запад от Лельчиц, 58 км от железнодорожной станции Житковичи (на линии Лунинец — Калинковичи), 268 км от Гомеля.

### Гидрография
Около агрогородка начинается река Мутвица (приток реки Канава Главная).

## Транспортная сеть
На автодороге Дзержинск — Лельчицы. Планировка состоит из прямолинейной улицы, ориентированной с юго-запада на северо-восток. К главной с севера присоединяется дугообразная улица почти меридиональной ориентации. Застроена двусторонне, преимущественно деревянными домами усадебного типа.

## История
Согласно письменным источникам известна с XVI века как деревня в Трокском воеводстве, с 1565 года в Пинском повете Брестского воеводства Великого княжества Литовского, шляхетская собственность.
После 2-го раздела Речи Посполитой (1793 год) в составе Российской империи. В 1811 году в Мозырском уезде Минской губернии. В 1834 году в составе Туровского казённого поместья. Действовала Свято-Николаевская церковь (хранились метрические книги с 1834 года). В 1859 года вместо обветшавшей построена новая деревянная на каменном фундаменте церковь. В 1863 году построено здание и открыта школа. В 1866 году центр Тонежской волости в которую в 1885 году входили 19 селений с 536 дворами (с 29 августа 1919 года до 10 августа 1920 года волость в составе Гомельской губернии, 17 июля 1924 года ликвидирована и территория присоединена к Мозырскому округу). Согласно переписи 1897 года действовали церковь, народное училище, еврейская молитвенная школа, приёмный покой. В 1908 году работало почтовое отделение.
С 20 августа 1924 года центр Тонежского сельсовета Туровского, с 17 апреля 1962 года Лельчицкого, с 25 декабря 1962 года Мозырского, с 6 января 1965 года Лельчицкого районов Мозырского (с 26 июля 1930 года и с 21 августа 1935 года до 20 февраля 1938 года) округа, с 20 февраля 1938 года Полесской, с 8 января 1954 года Гомельской областей. В 1930 году организован колхоз «Труд», действовали смоловарня, спирто-порошковый и дегтярный заводы, шерсточесальня, кузница, сукновальня, паровая мельница, ветряная мельница, лесничество, фельдшерско-акушерский пункт.
Во время Великой Отечественной войны в 1943 году оккупанты сожгли деревню, а 6 января 1943 года сожгли живьём 261 жителя в местной церкви. В братской могиле, находящейся на пересечении улиц Советской и Колхозной, похоронены 3 красноармейца, которые погибли в 1922 году, и 12 советских солдат и 2 партизана, погибших в 1944 году. 101 житель погиб на фронтах и в партизанской борьбе. В память о них в мемориальном сквере в 1967 году установлена скульптура солдата. Согласно переписи 1959 года центр колхоза «Труд», располагались хлебопекарня, цех безалкогольных напитков, 2 лесопилки, мельница, швейная мастерская, лесничество, средняя школа, Дом культуры, детские ясли-сад, библиотека, больница, аптека, ветеринарный участок, отделение связи, 4 магазина.

## Население
- 1811 год — 64 двора.
- 1834 год — 56 семей, 314 жителей.
- 1866 год — 76 дворов, 428 жителей.
- 1897 год — 150 дворов, 894 жителя (согласно переписи).
- 1908 год — 177 дворов, 1063 жителя.
- 1917 год — 1269 жителей.
- 1925 год — 232 двора.
- 1940 год — 375 дворов, 1350 жителей.
- 1959 год — 1325 жителей (согласно переписи).
- 2002 год — 355 дворов, 789 жителей[1].
- 2004 год — 338 хозяйств, 725 жителей.

## Культура
- Дом культуры
- Музейная комната ГУО "Тонежская базовая школа"
- Музей Михаила Дриневского в сельском Доме культуры

## События и мероприятия
- Обряд «Чырачка» (2 марта 2025). Последний день Масленичной недели традиционно завершается старинным обрядом «Чырачка» в деревне Тонеж. Этот обычай является брендом и визитной карточкой Лельчицкого района, он известен далеко за пределами. В 2016 году весенней мистерии «Чырачка» присвоен статус нематериальной историко-культурной ценности Республики Беларусь.

## Достопримечательности
- Братская могила советских воинов и партизан. В 1944 году на могиле установлен обелиск. Оцифрован 21.6.2024.
- Могила жертв фашизма. В 1965 году на могиле установлен обелиск

### Памятник, скульптура
- Памятник В. И. Ленину
- Мемориальный комплекс в память об уничтожении деревни в годы Великой Отечественной войны
- Памятник землякам. Установлен в 1967 году

### Утраченное наследие
- Церковь

## Галерея

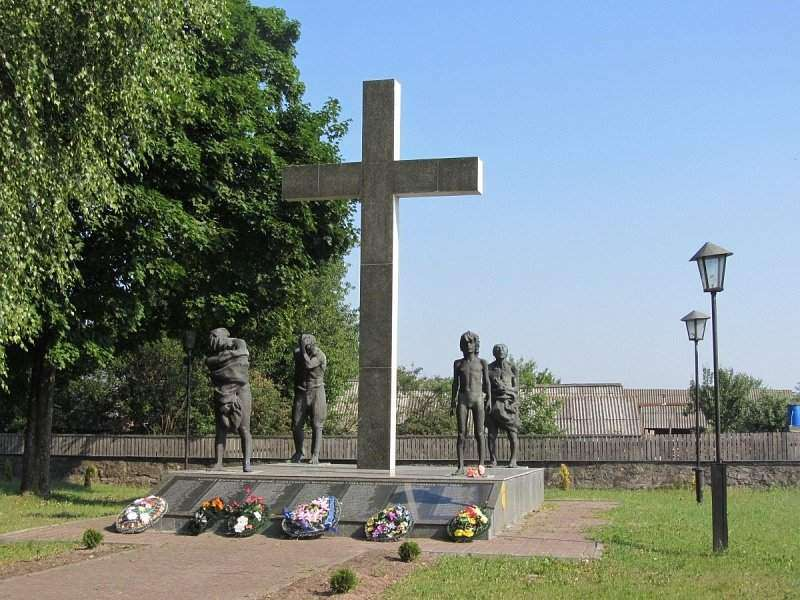
Мемориальный комплекс

## В кинематографии
О Тонеже снято два документальных фильма: «Тонежские бабы» (реж. Валерий Рыбарев, 1977) и «Чырачка» (реж. Мария Курачёва, 2014).

## Известные уроженцы
- Дриневский, Михаил Павлович — белорусский хоровой дирижёр.
- Дриневский, Николай Павлович — советский, украинский и российский врач.
- Шолкович, Семён Вуколович — российский историк и педагог.